# Saud Al-Otaibi
Saud Al-Otaibi (3 novembre 1969) è un ex calciatore saudita, di ruolo portiere.